# Jenny Lake Ranger Station
Ne doit pas être confondu avec Jenny Lake Visitor Center.
Le Jenny Lake Ranger Station est une station de rangers américaine dans le comté de Teton, dans le Wyoming. Protégée au sein du parc national de Grand Teton, elle est opérée par le National Park Service.
Construit en 1925, déplacé en 1930, le bâtiment qui l'abrite est une propriété contributrice au district historique de Jenny Lake Ranger Station, un district historique inscrit au Registre national des lieux historiques depuis le 23 avril 1990 et qui comprend aussi le Jenny Lake Visitor Center.